# Call of Juarez
Call of Juarez è un videogioco sparatutto in prima persona a tema Western, sviluppato dalla software house polacca Techland e pubblicato nel 2006. Il suo prequel, Call of Juarez: Bound in Blood, è stato pubblicato nel 2009. Nel 2011 è stato pubblicato Call of Juarez: The Cartel, il quale, a differenza dei due precedenti capitoli è ambientato nel presente anziché nel Far West. Nel 2013 è stato pubblicato Call of Juarez: Gunslinger, la cui ambientazione torna ad essere nel vecchio West come i primi due capitoli della serie.

## Trama
Nella storia di Call of Juarez si seguiranno i panni di entrambi i protagonisti, cambiando dall'uno all'altro di missione in missione.
All'inizio, il narratore parla della leggenda del tesoro degli Aztechi, che sarebbe stato accumulato per Montezuma, tenuto in ostaggio dai conquistadores. Il tesoro venne perso e non fu mai più ritrovato. Tuttavia, molte anime audaci hanno provato a cercare le ricchezze dell'Impero Azteco, ma si dice che il tesoro sia maledetto, e chiunque lo cerchi troverà invece la morte.
Billy, uno dei due protagonisti, inizia la storia con eventi della sua vita passata; dato che egli non ha idea di chi sia il suo vero padre, non ha neanche idea di quale sia il suo cognome. Sua madre gli diede un medaglione con una candela incisa, motivo per cui gli altri ragazzi della città (Hopetown) lo hanno pertanto soprannominato 'Billy Candle'. A causa delle sue origini messicane, egli ha sofferto di pregiudizi razziali da parte della popolazione locale, ed è odiato specialmente dal suo patrigno Thomas, che lo picchiava ogni giorno. Billy, avendone abbastanza, decise di lasciare la città alla ricerca del tesoro azteco, ma dopo due anni di infruttuose ricerche decise di tornare a casa a trovare sua madre. Al suo ritorno, trova madre e patrigno morti, giacenti sotto la scritta "Call of Juarez" scritta col sangue: nel mentre, viene avvistato dal reverendo Ray (prima antagonista di Billy e in seguito suo alleato), che vedendo Billy vicino a sua madre morta, lo ritiene un assassino, ipotesi incoraggiata dal fatto che Billy corre via dalla paura, invece di rivendicare la sua innocenza. Ray decise così che è compito suo in quanto emissario di Dio uccidere Billy per il suo crimine.
Ray viene avvicinato dallo sceriffo, che dice che è compito suo catturare Billy, ma alcuni banditi, guidati da Clyde Forester, attaccano la città e uccidono lo sceriffo. Ray batte dunque i banditi, sconfigge Clyde e brucia il suo saloon: nel mentre, Billy prende un treno per dirigersi al ranch del padre di Molly Ferguson, dove era solito lavorare, e vi cerca rifugio, dato che crede che la ragazza sia l'unica a credere che egli sia innocente. Nel ranch, Billy ruba un cavallo e si infiltra nella stanza di Molly, ma si ritrova faccia a faccia con il padre, che però viene convinta da Molly a lasciarlo andare. Ray, dopo aver sventato l'assalto al treno, raggiunge Billy al ranch, dove incontra un gruppo di Ranger del Texas, che gli chiedono di aiutarli ad attaccare la fattoria dei Ferguson, in quanto il loro capofamiglia è un ladro di bestiame. Ray li aiuta a prendere possesso della fattoria, poi insegue Billy nei campi e gli spara, facendolo cadere nel fiume.
Pensando di aver finito il suo lavoro, Ray ritorna al ranch per scoprire che i Rangers sono in realtà dei banditi, sotto il comando di un uomo chiamato Juarez. Ray riesce a battere i fratelli McLyde in un duello, e in seguito il morente Mr. Ferguson prega Ray di salvare sua figlia, catturata dai banditi, che però gli sfuggono. Capendo il suo errore, e che Billy era innocente, si dispera, credendo di aver fallito il suo dovere. Billy, sopravvissuto al combattimento con Ray, viene guarito da Acqua Tranquilla, un vecchio guaritore Apache (che altri non è che Fiume Impetuoso del prequel). Acqua Tranquilla manda Billy a compiere vari incarichi, ma nel mentre i ranger di Juarez lo uccidono e catturano Billy.
Intanto, Ray insegue i banditi nel tentativo di redimersi e salvare Molly. Durante una caccia al cavallo con i banditi, finisce per colpire a morte Ty Stewart, il quale, agonizzante, gli rivela che la diligenza è diretta alla città di Juarez sul confine messicano. Billy viene fatto prigioniero da Juarez, che gli rivela di essere il suo vero padre, e gli ordina di trovare il tesoro di Juarez, in cambio della vita di Molly. Billy riesce a scovare un tunnel segreto fino alla stanza del tesoro, ma viene catturato un'altra volta da Juarez, venendo salvato da Ray che arriva e combatte contro i banditi. Ordinando a Billy di scappare, Ray combatte i fuorilegge e ferisce Juarez, che se ne va fuggendo, dicendo a Ray che ucciderà Molly se Ray non gli porterà l'oro.
Ray, con un carro e con una Gatling, arriva al forte di Juarez e si fa strada verso la prigione, dove uccide Tom Manson ed apre la cella di Molly, ma Juarez intrappola i due all'interno e dà fuoco alla struttura. Billy arriva e sconfigge Juarez in duello, quindi spegne il fuoco e permette a Molly e Ray di scappare. Improvvisamente, però, Juarez arriva e colpisce Ray alle spalle, rivelando di indossare un'armatura che lo ha protetto dai colpi di pistola, e sfida Billy a pugni. Billy lo batte e abbraccia Molly. Rendendosi conto che tutta la storia è colpa sua, Ray prega che le sue azioni non causino la morte di Billy e Molly, oltre che per un'ultima possibilità di redimersi. Le sue preghiere vengono ascoltate, e ripresosi abbastanza da vedere Juarez impugnare un coltello e attaccare Billy alle spalle, estrae la sua pistola e uccide Juarez, morendo felice per aver salvato Billy.
Il gioco finisce con Billy e Molly al cimitero di Juarez sopra la tomba di Ray, dove Billy promette che prenderà in considerazione le parole di Acqua Tranquilla e non scapperà più dal suo destino.

## Modalità di gioco
Il gioco si divide in due modalità di gioco distinte ma connesse fra loro dalla storia, a seconda del personaggio controllato: nei livelli dedicati a Billy occorre agire di nascosto, nascosti per esempio nei cespugli dove saremo invisibili agli occhi dei nemici; si hanno sempre poche munizioni e l'arma più utilizzata è una frusta, che può anche essere usata per arrampicarsi sugli alberi. Anche i punti vitali sono inferiori rispetto al suo co-protagonista.
I livelli in cui si controlla il reverendo Ray sono invece in stile più classico: sono presenti molte sparatorie e armi da fuoco, oltre che ad una Bibbia che, se utilizzata, ha il potere di distrarre gli avversari. Inoltre, in alcune determinate sequenze, è possibile sconfiggere a duello degli sfidanti: in queste occasioni, il tempo scorre al rallentatore, e occorre sfoderare la pistola per poi colpire l'avversario il più velocemente possibile.

### Multiplayer
Il multiplayer di Call of Juarez, accessibile dal menù principale, richiede una connessione a internet ad alta velocità. Le modalità da giocare in multiplayer sono 4:
- Schermaglia: due squadre si affrontano (il classico deathmatch), un team vince quando tutti i giocatori avversari sono morti.
- Rapina: due squadre si scontrano, una formata da uomini di legge e l'altra da banditi; l'obiettivo dei malviventi è di sottrarre il bottino dalla banca e portarlo al sicuro, mentre gli avversari devono impedire che ciò accada.
- La febbre dell'oro: vince il giocatore che raccoglie più oro allo scadere del tempo.
- Duello all'ultimo sangue: ogni nemico ucciso vale 1 punto, vince il giocatore che rimane in vita e realizza il maggior numero di punti.

In tutto sono disponibili 10 mappe (più altre contenute nel map pack aggiuntivo) in cui le ambientazioni variano dalle miniere ai canyon passando per fattorie e città.
Il giocatore può scegliere il tipo di pistolero che preferisce, avendo a disposizione 4 classi con equipaggiamento differente:
- Artigliere: Pistola a ripetizione (2) - Dinamite (2)
- Minatore: Pistola a sei colpi - Canne mozze - Dinamite (5)
- Fuciliere: Pistola (2) - Fucile classico
- Cecchino: Ranger - Fucile di precisione

In Call of Juarez esistono 40 manifesti, dislocati in vari punti dei livelli, che recano la scritta "WANTED" più una ricompensa. Su questi fogli sono rappresentate le facce degli sviluppatori i quali sono ricercati per motivi più o meno bizzarri avvenuti durante lo sviluppo del gioco.

## Accoglienza
| Testata                          | Versione | Giudizio |
| -------------------------------- | -------- | -------- |
| Metacritic (media al 30-01-2020) | PC       | 72/100   |
| Metacritic (media al 30-01-2020) | Xbox     | 71/100   |
| Eurogamer                        | PC       | 8/10     |
| Eurogamer                        | Xbox     | 8/10     |
| GameSpot                         | PC       | 7/10     |
| GameSpot                         | Xbox     | 7.4/10   |
| GameSpy                          | PC       | [ 10 ]   |
| GameSpy                          | Xbox     | [ 11 ]   |
| IGN                              | PC       | 6.8/10   |
| IGN                              | Xbox     | 7.5/10   |
| PC Gamer (US)                    | PC       | 70%      |
| OXM                              | Xbox     | 6/10     |

Il gioco ha avuto un'accoglienza mista o comunque superiore alla media.